# Luis Miguel Campos
Luis Miguel Campos Yánez (Guantánamo, 7 de noviembre de 1960) es un escritor, dramaturgo y guionista ecuatoriano nacido en Cuba. Entre sus creaciones más conocidas se encuentran Las Marujitas y Las Zuquillo, basadas en obras de teatro de su autoría. También ha tenido una prolífica carrera en la televisión, escribiendo guiones de series y películas como Sé que vienen a matarme (2007).

## Biografía

### Juventud
Nació el 7 de noviembre de 1960 en Guantánamo, Cuba, hijo de la novelista ecuatoriana Alicia Yánez y del antropólogo Luis Campos Martínez. A corta edad se mudó junto a su familia a Ecuador e ingresó a la escuela Borja II Los Andes de la Congregación de los Hermanos Maristas, donde fue un niño solitario. Posteriormente se cambió al Colegio Einstein, donde su padre era profesor. Empezó a escribir desde los doce años, principalmente cuentos que luego fue articulando en lo que sería la novela La zorrilla en el cañaveral, manuscrito que presentó como monografía para graduarse del colegio. Posteriormente ingresó a estudiar antropología en la Pontificia Universidad Católica del Ecuador, pero a los tres años de estudios tuvo que dejar la carrera.
En 1982 publicó con la Casa de la Cultura Ecuatoriana su primera novela, Precipitación de la alborada, basada en sus experiencias durante un intercambio de estudios en Estados Unidos. Dos años después publicó su primer libreto teatral, titulado Obra infantil no apta para niños y basado en un cuento de su autoría. El mismo año presentó la pieza Juana de Jesús, en la que se interna en la vida de la religiosa del mismo nombre.
En 1985 obtuvo el segundo lugar en un concurso de literatura convocado por la Sociedad de Autores Ecuatorianos con la novela La zorrilla en el cañaveral (que Campos había reescrito en 1982), pero le fue difícil publicarla debido a la temática de la obra, que explora la homosexualidad en un colegio religioso, la construcción de la identidad sexual, la homofobia y el falogocentrismo. Sobre esta obra, el crítico literario Fernando Iturburu afirmó en su ensayo Heterosexualidad y diferencias generacionales en la literatura ecuatoriana que representaba una de las primeras novelas ecuatorianas en adoptar un discurso propiamente homosexual bien definido. La zorrilla en el cañaveral sería finalmente publicada en 1987 por la Casa de la Cultura Ecuatoriana.
Su siguiente obra teatral fue Medardo (versión Punk), un monólogo en verso sobre la vida del poeta guayaquileño Medardo Ángel Silva estrenado en 1986 y que alcanzó gran éxito.

### Las Marujitas
La obra en la que nacieron los personajes de Las Marujitas fue la pieza teatral La Marujita se ha muerto de leucemia, escrita por Campos en 1986 y estrenada en 1990. La trama de la pieza sigue a tres mujeres que se sientan a conversar de banalidades mientras una amiga en común se encuentra agonizando. De acuerdo al autor, la idea de las Marujitas nació cuando a sus cinco años su abuela le pidió que le ayudara a cocinar para una reunión de sus amigas y se quedó a observar el comportamiento de las señoras. La obra contó con más de 2800 funciones, lo que la convirtió en una de las obras teatrales más exitosas en la historia de Ecuador.
Posteriormente, Campos estrenó dos piezas adicionales que junto con La Marujita se ha muerto de leucemia completan una suerte de trilogía: Génesis y Decadencia de la papa chola (estrenada en 1995) y La Tránsito Smith ha sido secuestrada (estrenada en 2001), la segunda de las cuales contó con las mismas actrices de la obra original. Adicionalmente, Las Marujitas han aparecido en una serie de presentaciones cortas a manera de spin-offs, como Las Marujas entre tereques o Las Marujas asambleístas.

### Carrera como guionista
Ingresó en 1995 a la estación televisiva SíTV, que lo contrató como guionista y productor del programa Vox Populi. Tres años después pasó a trabajar como guionista en Ecuavisa para el programa De todo corazón. También trabajó en el guion de lo que habría sido una adaptación en formato telenovela de la obra Más allá de las islas, de autoría de su madre, la novelista Alicia Yánez Cossío.
En 2004 estrenó su obra teatral El rabo de paja de la Anita Zuquillo, inspirada en una visita que había realizado a un mercado. La obra no tuvo tanto éxito, pero en 2005 Campos la adaptó a la televisión en la serie Las Zuquillo, que se convirtió en un éxito. La fama de la serie creció tanto, que les permitió montar un circo de Las Zuquillo durante cuatro años y posteriormente estrenar la película Zuquillo Exprés, cuyo guion fue escrito por Campos y se convirtió en una de las películas ecuatorianas más taquilleras.
Su siguiente trabajo fue el guion de la adaptación fílmica de la novela de su madre Sé que vienen a matarme, que fue estrenada por Ecuavisa en 2007.

### Vida posterior
En 2011 publicó la novela Insurgencia, en la que explora la revolución de Quito que dio lugar posteriormente a la independencia de Ecuador. Luego de Insurgencia, Campos se alejó por varios años de la vida pública.
En junio de 2019 volvió al teatro con su obra La reina de la China, que sigue la historia de tres hombres y su proceso de transformación por medio del drag. Sin embargo, el poco interés del público por el teatro llevó a Campos a alejarse de la dramaturgia.

## Obras

### Novelas
- Precipitación de la alborada (1982)
- La zorrilla del cañaveral (1987)
- Lecha de luna (1997)[1]
- Insurgencia (2011)

### Teatro
Se indica el año de estreno:
- Medardo (versión Punk) (1986)
- La Marujita se ha muerto de leucemia (1990)
- El pan (juguete aromático) (1992)
- Génesis y decadencia de la papa chola (1995)
- Tetragrama (1996)
- La mierda (juguete escatológico) (1999)
- El secreto de la azucena (2000)
- La Tránsito Smith ha sido secuestrada (2001)
- El rabo de paja de la Anita Zuquillo (2004)
- La Patriótica (2010)
- La reina de la China (2019)[2]